# من عرق جبيني (فلم)
من عرق جبيني فيلم دراما مصري للمخرج الإيطالي جياني فيرنتشو لعام 1952. كتب المخرج فيرنتشو القصة، والسيناريو، والحوار، وقام بالبطولة فاتن حمامة، ومحسن سرحان، وسميرة أحمد. يدور الفيلم عواد بعد قضاء فترة عقوبته بالسجن، يعود إلى بلدته، ويطالب شريكه أنيس بنصيبه من الصفقة التي كانت سببًا في دخوله السجن، يتعرف على شقيقته فاطمة التي يقع في حبها، وتحمل منه. صدر الفيلم إلى دور العرض في 29 سبتمبر 1952.

## طاقم التمثيل
فاتن حمامة – محسن سرحان – سميرة أحمد – محمد توفيق – محمود السباع - عبد الحميد زكي - زهير صبري - عزيزة بدر - محمد قنديل.

## ملخص أحداث الفيلم
يقضى عواد فترة عقوبته بالسجن، ويعود إلى بلدته، ويطالب شريكه أنيس بنصيبه من الصفقة التي كانت سبباً في دخوله السجن. يتعرف عواد على شقيقة شريكه فاطمة التي يقع في حبها، وتستمر العلاقة العاطفية، وتحمل فاطمة من حبيبها عواد. يسرق أنيس مع عصابته مخزن للبقالة، ويكتشف أهل البلدة الجريمة، ويطالبوا العصابة بالخروج من البلدة. ينتهي الفيلم مع زواج عواد من فاطمة.

## الإنتاج
قامت شركة أفلام الهلال لصاحبها شريف والي بإنتاج الفيلم. رشح المنتج والموزع اللبناني «بطرس زريبات» سميرة أحمد، وهي الوجه الجديد الغير معروف في السينما، للقيام بدور كبير في فيلم «من عرق جبيني» عام 1952 أمام فاتن حمامة، ومحسن سرحان، وطلب زريبات الزواج من سميرة أحمد، وأشهر إسلامه وغير اسمه إلى «شريف والي» ليتم الزواج.
كان من بين مشاهد الفيلم مشهداً تطارد فيه الشرطة أحد المجرمين، وبينما المجرم يجرى في الطريق تلتقى به سميرة أحمد وتحاول إنقاذه، ولكن الناس ينقضوا عليها ويهاجمهوها، واختار المخرج عزبة أحد الأثرياء لتصوير المشهد، وبمجرد بدء التصوير اختفت الشمس وسقطت الأمطار والسيول فأفسدت كل شئ تم إعداده لتصوير المشهد، وقالت سميرة أحمد: "رغم ذلك انقض على الكومبارس الذين دربهم المخرج على طريقة الهجوم على، فصرخت فيهم ليوقفوا التمثيل لأن المطر أفسد كل شئ ولكنهم لم يهتموا بصراخى وأخذوا يجروننى على الأرض حتى صبغت الأوحال وجهى وملابسى بلون الطين"، وتابعت: "حاول مساعدو المخرج أن يوقفوهم ولكنهم تصدوا لهم وانهالوا عليهم ضرباً، وأصبت برضوض وكدمات ألزمتنى الفراش عدة أيام، وفسرت سميرة أحمد ما حدث قائلة: "اتضح أن ممثلى الكومبارس كانوا يحاولون التغلب على البرد الشديد بشرب زجاجات خمر احتفظوا بها في جيوبهم، فسكروا واندمجوا في المعركة ودفعت أنا الثمن".
عرض الفيلم في 29 سبتمبر 1952 واستقبله الجمهور في السينما بالهتاف، وظهر والد سميرة أحمد، الذي كان معترضاً على عملها بالسينما، واقترب منها، وهو يزاحم الجماهير، وعانقها وهو يهنئها بنجاحها في فيلمها الأول.
أشترك محسن سرحان مع فاتن حمامة في 6 أفلام: "أنا بنت ناس"، و"لك يوم يا ظالم"، و"كأس العذاب"، و«من عرق جبيني»، و"سلو قلبي"، و"ابن الحلال"."

## روابط خارجية
- من عرق جبيني على موقع الدهليز
- من عرق جبيني على موقع قاعدة بيانات الأفلام العربية